# Servents de Maria
L'Orde dels Servents de Maria, també anomenada dels Servites, en llatí Ordo Servorum Beatae Virginis Mariae, és un orde mendicant fundat a Florència el 1233 per un grup de set persones, els Set Sants Fundadors. Els seus membres posposen al seu nom les sigles O.S.M.. L'espiritualitat dels servites es basa en el servei, la devoció a la Mare de Déu, en particular sota l'advocació de Maria dels Dolors, la vida fraternal i la predicació per tal d'aconseguir conversions. A diferència d'altres ordes, no té una activitat específica o un camp concret d'actuació. Les diverses comunitats fan tasques d'acolliment i assistència, especialment dels més necessitats; apostolat, especialment missioner; i estudi.

## Fundació
La tradició vol que l'orde fos fundat cap a l'any 1233 a Florència, però els primers documents són de 1245 i referits a una comunitat de penitents retirats a fer vida eremítica en comú al Monte Senario, prop de la ciutat, a l'actual lloc de Vaglia.
Per aquelles dates, un grup de set laics de famílies nobles va abandonar les seves activitats i famílies per retirar-se a fer penitència i a viure en la pobresa i l'abstinència, com a eremites. Primer van anar al Cafaggio, on avui hi ha la basílica de la Santissima Annunziata, a Florència, i més tard al Monte Senario.
Aviat van reunir-s'hi més persones que volien seguir el seu exemple, formant una comunitat. Tot i la negativa inicial per fer-ho, el bisbe de Florència els va convèncer perquè formessin una comunitat religiosa amb una regla, creant així un nou orde religiós. IAixò passava, segons la tradició, cap al 1240.
De la primera comunitat de Montesenario van sorgir després els convents de Florència (1250), Siena, Città di Castello i Borgo Sansepolcro. El 1259, el legat pontifici va atorgar una aprovació provisional. El 1274, arran del Concili de Lió, va estar a punt de desaparèixer com a orde, però l'actuació de Filippo Benizi, prior general, va evitar-ho i va fer que l'orde tingués més difusió que mai. La pacificació de la ciutat de Forlì, contrària al papa Martí V (1282), per part de Benizi va contribuir al prestigi de l'orde i va fer que el rebel Pellegrino Laziosi es convertís i ingressés a l'orde servita, esdevenint amb el temps, el sant més notable de la família.
El 1304, el papa Benet XI, dominic, va decretar la butlla Dum levamus, adreçada al prior general fra Andrea Balducci da Sansepolcro, on aprova la regla i les constitucions dels Servents de Maria. Llavors l'orde tenia 27 convents a Itàlia i quatre a Alemanya, tots amb uns 250 frares.

## Segles XIV-XV
El 1310 morí Alessio Falconieri, l'últim dels Set Sants Fundadors. El seu estil de vida el continuaren frares de l'orde que van donar exemple de vida cristiana, com els beats Francesc de Siena, Joaquim de Siena, Jaume de Città della Pieve, Ubald de Sansepolcro o Andreu Dotti, i sant Pel·legrí Laziosi de Forlì.
El 1404, el capítol general de Ferrara va decidir la reforma moral de Monte Senario. En aquesta línia, el 1430, va néixer la Congregació de l'Observança, branca de l'orde que, mantenint-s'hi unida, volia reformar-ne l'espiritualitat d'acord amb el rigor inicial de la comunitat. Aquesta reforma, similar a la d'altres ordes que plantejaven el mateix, com els dominics, va durar fins al 1570: en acabar el segle xv, hi havia 26 convents de l'Observança i, en 1570, gairebé 60.
El 1424, Martí V, amb la butlla Apostolicae Sedis providentia, va ratificar l'organització del tercer orde, avui Orde Secular dels Servents de Maria, que aplega homes i dones laics que volen seguir l'estil de vida servita.
En acabar el segle xv, l'orde tenia uns 170 convents i 1.200 frares, amb el primer convent fundat als regnes hispànics.

## Segles XVI-XVII
La reforma luterana afecta l'evolució de l'orde i molts convents d'Alemanya van ser suprimits. Més de la meitat dels priors van ser elegits directament pel papa i va desaparèixer, en 1570, la branca observant. Entre 1548 i 1580 es van revisar les constitucions de l'orde.
Fra Lelio Baglioni, prior general (1590-1597) va començar la reforma de l'orde, tot instituint la Congregació Eremítica de Monte Senario. L'eremita Angelo Maria Montorsoli, de l'Annunziata de Florència, va ser nomenat prior general en 1597, per decisió del papa Climent VIII que, amb aquesta tria, volia fer avançar la reforma. En acabar el segle xvi, els convents eren 240, amb 1.800 frares.
Al segle xvii destaca la figura de Paolo Sarpi, teòleg. El 1613, a Innsbruck, comença l'Observança Germànica, que tindrà vigència fins al 1908.
Innocenci X, en 1652, imposa, amb la constitució Instaurandae regularis disciplinae, una reforma forçada a tots els ordes religiosos: això comporta la supressió de 102 convents servites, d'entre els 261 que en tenien.
A més, es difonen les comunitats de monges i de terciaris, amb temptatives d'expansió dels Eremites de Monte Senario, entre 1614 i 1623.

## Segles XVIII-XIX
Al segle xviii, al costat del nombre més alt de frares de la història, uns 3.000, segueix la gairebé supressió de l'orde, amb el tancament de moltes cases i la dispersió de bona part de les comunitats. Des dels anys setanta del segle, comença un seguit de disposicions que exclaustren els ordes religiosos a l'Imperi d'Àustria, França i Itàlia. En 1778, el papa suprimeix la Congregació Eremítica de Monte Senario.
El brasiler Uguccione Dias Quaresma obté llavors de Climent XII l'autorització per a fundar un tercer orde regular dels servites al Brasil.
El 1815 sembla que l'orde comença a revifar, però noves lleis de desamortització ho impedeixen i entre 1848 i 1867, la majoria de convents resten suprimits. Només al final del segle xix, i impulsat per la canonització dels fundadors en 1888, comença un lent renaixement i un creixement constant, fins als anys seixanta del segle xx. Neixen diverses congregacions de germanes basades en l'espiritualitat servit i la branca femenina abandona la clausura per fer tasques diferents, que afavoreix la seva difusió.

## Segle XX i actualitat
L'orde es difon pels cinc continents. A més, neixen institucions i publicacions dedicades als estudis històrics de l'orde, com la col·lecció Monumenta Ordinis Servorum sanctae Mariae (des de 1897), Studi Storici dell'Ordine dei Servi di Maria (des del 1933) o l'Istituto Storico dell'Ordine dei Servi di Maria (1959). A més, el 1950 es fundà una facultat de teologia de l'orde, la Pontificia Facoltà Teologica "Marianum", a Roma.
Després del Concili Vaticà II, l'orde en reforma els estatuts (1987). El 1964 compta amb uns 1.700 frares i en acabar 2005, 888, distribuïts en 161 convents arreu del món.